# 漣 (雷型駆逐艦)
漣(さざなみ、旧仮名:ササナミ)は、日本海軍の駆逐艦。
雷型駆逐艦の4番艦である。
艦名は「微風のために起きる水上の波紋」の意味、いわゆる「細波」。
同名艦に吹雪型駆逐艦(「特II型、綾波型」)の「漣」がある為、こちらは「漣 (初代)」や「漣I」などと表記される。

## 艦歴

### 建造
第一期拡張計画による建造。
1897年(明治30年)4月30日にヤーロー社と駆逐艇2隻(第五号、第六号駆逐艇)の製造契約を結ぶ。
1898年(明治31年)
3月16日、製造中の「第六号水雷艇駆逐艇」が「漣」と命名された。
3月21日、軍艦及水雷艇類別等級が定められ、「漣」は水雷艇籍の駆逐艇に類別された。
6月29日に海軍定員令が改定され、それによると「漣」は佐世保水雷団水雷艇隊所属となる(以降所属の水雷艇隊は海軍定員令による)。
1899年(明治32年)
1899年(明治32年)7月6日、佐世保水雷団第二水雷艇隊所属。
7月8日進水、
8月28日竣工。

### 回航
後発回航員は「鎌倉丸」に乗船し9月14日イギリスに到着、9月17日に総員乗艦、
同日軍艦旗を掲揚した。
10月16日にグリーンハウスを出港、日本回航の途に就いた。
翌17日午前0時50分スピットヘッドに到着、同地で仮泊し、午前11時45分ポーツマス軍港の第2浮標に繋留した。
プリマス、
ブレスト、
リスボン、
ジブラルタル、
マルタ
(12月13日出港)、
カラマタ
などに寄港、
12月25日スエズ運河を通過した。
1900年(明治33年)
1月3日アデン着、
1月15日出港し、24日コロンボに入港した。
「漣」は領収直後から復水器水管に故障があり、漏水によって缶水に海水が混じることが続いていた。
回航中もポートサイドで水管1本を交換するなど
応急修理を度々行った。
このために主機にも不具合が生じ、コロンボで10日以上かけて修理を行った。
2月7日コロンボ出港、
シンガポール、
香港
などに寄港し、
3月24日佐世保軍港に到着した。
3月27日佐世保出港、
門司、
粟島
に停泊し、
同月29日午前2時55分に横須賀に帰港、第二浮標に繋留した。

### 1900年
1900年(明治33年)5月15日、横須賀水雷団第一水雷艇隊所属。
6月22日、軍艦に編入され駆逐艦に類別、
軍艦「漣」の定員は55名とされた。

### 日露戦争
1904年(明治37年)に日露戦争が開始され、旅順口攻撃、黄海海戦に参加。1905年の日本海海戦では5月28日にロシア駆逐艦のベドーヴイを拿捕し、バルチック艦隊司令長官ロジェストヴェンスキー中将を捕虜とした。

### 1905年
1905年(明治38年)12月12日駆逐艦は軍艦から独立した艦種になり、「漣」も軍艦から駆逐艦へ艦籍を変更した。

### 1908年
1908年(明治41年)
7月28日長崎を出港し、試運転を行った。

### 1912年
1912年(大正元年)
8月28日艦艇類別標準が改定され、駆逐艦には一等から三等までの等級が付与された。
駆逐艦「漣」の等級は三等(計画排水量600噸未満)とされた。
11月6日朝、第4駆逐隊は湾口で対抗運動中に2番艦「漣」の艦首が1番艦「曙」の艦尾に衝突した。
「漣」は艦首の水線上部分が屈曲し、多少の浸水があった。
「漣」は直ちに横須賀に帰港して入渠、観艦式参列に問題は無かった。

### 除籍
1913年(大正2年)4月1日、駆逐艦籍から除かれ
(除籍)、
艦艇類別等級表からも削除された。

### 第一次世界大戦
1914年(大正3年)
8月23日に雑役船に編入、船名を「漣丸」と改称、横須賀防備隊に臨時附属とされた。
10月から11月の青島の戦いに従軍した。

### 標的船
1915年(大正4年)
4月17日に「漣丸」は艦砲射撃用標的として使用されることが決定した。
6月25日に福岡県筥崎宮から日露戦争で活躍した「漣」の(無償)下附の願いが出された
が、既に用途が決まっていたために却下された。
7月8日に訓令が出され、「漣丸」「霞丸」「皐月丸」は佐世保海軍工廠で8月10日までにボイラー、機械類、艤装品を取り外し、防水工事を行うことになった。
これは8月中旬に第二艦隊の射撃用標的として使用することを予定していたためだった。
1916年(大正5年)
8月29日、標的として館山沖で撃沈処分。
10月18日、廃船。
1917年(大正6年)1月9日、船体は沈没廃船として25円で売却された。

## 公試成績
| 実施日        | 種類       | 排水量      | 回転数    | 出力          | 速力         | 場所                         | 備考                       | 出典          |
| ------------- | ---------- | ----------- | --------- | ------------- | ------------ | ---------------------------- | -------------------------- | ------------- |
| 1898年7月20日 | 標柱間試験 | 312.5英トン | 389.5rpm  |               | 31.183ノット | テムズ河口、マプリン標柱間   | 吃水前部5ft0in、後部5ft6in | [ 12 ] [ 62 ] |
| 同上          | 3時間続航  | 同上        | 392.08rpm | 5,407.9実馬力 | 31.387ノット | テムズ河口、マプリン標柱附近 | 同上                       | [ 12 ] [ 62 ] |
| 1904年1月21日 | 1時間続航  |             |           |               | 27.864ノット | (佐世保)                     |                            | [ 63 ]        |
| 不明          |            | 311英トン   |           | 5,288馬力     | 27.9ノット   |                              | 日露戦争前                 | [ 18 ]        |

## 艦長
※艦長等は『日本海軍史』第9巻・第10巻の「将官履歴」及び『官報』に基づく。
回航委員長
- 竹内次郎 少佐：1899年2月14日 - 1900年6月22日

艦長
- 竹内次郎 少佐：1900年6月22日 - 1902年8月12日
- 井出謙治 少佐：1902年12月3日 - 1903年2月3日
- 近藤常松 少佐：1903年2月3日 - ?
- 相羽恒三 少佐：? - 1905年12月12日

駆逐艦長
- 相羽恒三 少佐：1905年12月12日 - 1906年3月14日
- 平岡善之丞 大尉：1906年3月14日 - 1906年7月12日
- (兼)角田貫三 大尉：1906年7月12日 - 1907年1月12日
- 山崎矩一 大尉：1907年1月12日 - 1907年9月12日
- (兼)三浦英晃 大尉：1907年9月12日 - 1907年10月22日
- 阿部真一郎 大尉：1907年10月22日 - 1908年1月15日
- (兼)山口毅一 大尉：1908年1月15日 - 1908年1月16日
- 阿部真一郎 大尉：1908年1月16日 - 1908年11月20日
- 酒井重之助 大尉：1908年11月20日 - 1909年12月1日
- 水木宇一 大尉：1909年12月1日 - 1911年5月23日
- 上原太一 大尉：1911年5月23日 - 1912年12月20日
- 杉浦正雄 大尉：1912年12月20日 - 1913年4月